# Soleil Levant
Soleil Levant (Sol Nascente) est une telenovela brésilienne produite et diffusée entre le 29 août 2016 et le 21 mars 2017 sur Rede Globo.
En France d'outre-mer, le feuilleton a été remonté en 120 épisodes de 45 minutes et diffusé entre le 20 août 2018 et le 30 novembre 2018 sur le réseau La 1ère.

## Synopsis
Située dans le village fictif du Sol Nascente (Soleil Levant), l'intrigue suit le voyage de deux amis de différents horizons : le petit-fils des immigrants italiens, Gaetano et Geppina, qui sont venus au Brésil pour échapper à la mafia, Mário est un ami de longue date d'Alice, élevée par le Japonais Kazuo Tanaka, en tant que fille adoptive, avec ces cousins ; Yumi, Hiromi et Hideo. L'amitié est brisée quand Mário tombe amoureux de son amie d'enfance, Alice qui prévoit d'étudier au Japon pendant deux ans. Immature et impulsif, il devra changer ses façons de conquérir Alice, qui est fiancée à César, apparemment un homme parfait, mais tout ce qu'il veut, c'est son argent.

## Distribution

### Rôles principaux
| Acteur/Actrice        | Personnage                                                      |
| --------------------- | --------------------------------------------------------------- |
| Bruno Gagliasso       | Mário De Angeli                                                 |
| Giovanna Antonelli    | Alice Tanaka                                                    |
| Rafael Cardoso        | Wladimir César Teixeira Correia Filho (César)                   |
| Luís Melo             | Kazuo Tanaka                                                    |
| Francisco Cuoco       | Gaetano De Angeli / Luigi Borelli                               |
| Aracy Balabanian      | Giuseppina De Angeli (Geppina) / Filomena Giunchetti            |
| Laura Cardoso         | Maria Aparecida Teixeira Correia (Dona Sinhá)                   |
| Marcello Novaes       | Vittorio De Angeli                                              |
| Cláudia Ohana         | Loretta Fragoso                                                 |
| Henri Castelli        | Rafael Martinez de Freitas Júnior (Ralf Tatoo)                  |
| Letícia Spiller       | Helena Martinez de Freitas (Lenita)                             |
| Marcelo Faria         | Felipe Robledo                                                  |
| Giovanna Lancellotti  | Milena De Angeli                                                |
| João Côrtes           | Giussepe De Angeli (Peppino)                                    |
| Miwa Yanagizawa       | Mieko Tanaka                                                    |
| Carol Nakamura        | Hiromi Tanaka (Hirô)                                            |
| Jacqueline Sato       | Yumi Tanaka                                                     |
| Paulo Chun            | Hideo Tanaka                                                    |
| Emílio Orciollo Netto | Damasceno Righi Salomão / Damasceno Giunchetti De Angeli (Dama) |
| Luma Costa            | Elisa Benatti                                                   |
| Nívea Maria           | Mirtes Calderón Texeira (Dona Mocinha)                          |
| Rafael Zulu           | João Amaro                                                      |
| Juliana Alves         | Dora de Souza                                                   |
| Marcello Melo Jr      | Tiago de Souza                                                  |
| Sylvia Bandeira       | Ana Clara Peixoto                                               |
| Renata Dominguez      | Sirlene da Silva                                                |
| Maria Joana           | Carolina Peixoto (Carol)                                        |
| Jean Pierre Noher     | Capitaine Patrick                                               |
| Tatiana Tiburcio      | Maria Francisca (Chica)                                         |
| Val Perré             | José Quirino (Quirino)                                          |
| Cinara Leal           | Vanda                                                           |
| Pablo Morais          | Nuno                                                            |
| Pâmela Tomé           | Patrícia (Paty)                                                 |
| Lucas Lucco           | Daniel                                                          |
| Márcio Kieling        | Bernardo Meirelles                                              |
| Érika Januza          | Júlia Ferreira                                                  |
| João Carlos Barroso   | Delegado Mesquita                                               |
| Flávia Guedes         | Kika                                                            |
| Ana Lima              | Paula                                                           |
| Marcello Airoldi      | Delegado Louzada                                                |
| Marko Ribeiro         | Piauí                                                           |
| Roberta Piragibe      | Nanda                                                           |
| Rick Garcia           | Pescoço                                                         |
| Felipe Mago           | Wagner Nascimento                                               |
| Lucas Sapucahy        | Cauã                                                            |

### Participations spéciales
| Acteur/Actrice        | Personnage                 |
| --------------------- | -------------------------- |
| Erasmo Carlos         | Lui-même                   |
| Marcos Frota          | Beto Marambaia             |
| Sérgio Mamberti       | Dom Manfredo               |
| Malvino Salvador      | Cristiano Dantas           |
| Gaby Amarantos        | Elle-même                  |
| Geovanna Tominaga     | Nobusko                    |
| Carlos Takeshi        | Narito                     |
| João Vitti            | Père Julião                |
| João Vithor Oliveira  | Mariano                    |
| Cláudia Netto         | Pietra                     |
| Léa Garcia            | Luzia                      |
| Luana Xavier          | Neide                      |
| Marcos Tumura         | Massao                     |
| Álamo Facó            | Mano                       |
| Karolina Albertassi   | Rosário Tanaka             |
| Daniel Uemura         | Kazuo Tanaka (jeune)       |
| Christiana Kalache    | Dr Jéssica                 |
| Inez Viana            | Dr Tânia                   |
| Paulo Vespúcio        | Argemiro (Miro)            |
| Luciana Borghi        | Marina                     |
| Daphne Karla          | Geppina / Filomena (jeune) |
| Igor Monteiro         | Gaetano / Luigi (jeune)    |
| Ana Vitória Bastos    | Babi (Bárbara)             |
| André Salvador        | Nogueira                   |
| Ana Paula Tabalipa    | Cris                       |
| Dan Nakagawa          | Hiroshi                    |
| Eduardo Galvão        | Motociclista               |
| Francisco Carvalho    | Seu Joaquim                |
| Fábio Yoshihara       | Akira                      |
| Carlos Vieira         | Moreira                    |
| Cláudio Mendes        | Sócrates                   |
| Cristhiane Alves      | Dr. Lúcia                  |
| Henrique Taxman       | Dr. Geraldo                |
| Jitman Vibranovski    | Dr. Hélio                  |
| Ken Kaneko            | Takeshi                    |
| Kika Freire           | Sara                       |
| Marina Brandão        | Flávia                     |
| Raquel Nunes          | Adelaide                   |
| Rafa Durand           | Dr. Gerson                 |
| Sérgio Stern          | Médecin de Sirlene         |
| Ricardo Alegre        | Teotônio                   |
| Ricardo Conti         | Roberto                    |
| Ronan Andrade Horta   | Aquiles                    |
| Simon Petracchi       | Massimo                    |
| Wilson Rabello        | Ezequiel Sanfona           |
| Luka Ribeiro          | Fábio                      |
| Laura Queiróz         | Alice (enfant)             |
| Yuri Carvalho Novotny | Mário (enfant)             |
| Carlos Augusto Salles | César (enfant)             |
| Pedro Novaes          | Vittorio (jeune)           |
| Samara Chedid         | Loretta (jeune)            |
| Francciny Castro      | Lenita (jeune)             |
| Eike Duarte           | Ralf (jeune)               |
| Marko Ribeiro         | Piauí                      |